# KTorrent
KTorrent — BitTorrent-клиент для KDE, написанный на C++ с использованием инструментария Qt.

## Основные возможности
- Ограничение получения и передачи файлов, количества одновременных закачек и соединений на одну закачку;
- настройка скоростных ограничений в зависимости от времени;
- ограничения максимальных скоростей для каждого задания;
- поиск при помощи разных инструментов. Среди прочих — средство поиска по сайтам BitTorrent, которое использует браузер Konqueror через KParts. Можно также добавлять свои поисковые сайты;
- поддержка UDP-трекеров;
- плагин для создания чёрного списка IP-адресов;
- поддержка UPnP;
- шифрование протокола BitTorrent для того, чтобы интернет-провайдеры не могли обнаруживать и ограничивать трафик, генерируемый программой KTorrent;
- поддержка раздачи без трекера при помощи DHT и PEX;
- расстановка приоритетов файлов;
- возможность докачки торрентов, уже частично скачанных другими клиентами;
- сканер каталогов для автоматического наблюдения за появлением новых торрентов;
- ручное добавление трекеров в торренты;
- автоматическая закачка торрентов из ленты новостей RSS;
- возможность перемещать готовые задания в другой каталог;
- управление через веб-интерфейс с портом по умолчанию 8080;
- поиск пиров в локальной сети по протоколу Zeroconf;
- предварительное выделение места на диске для недопущения фрагментации;
- поддержка IPv6;
- поддержка SOCKS 4 и 5.

## Новые возможности KTorrent 4
- Разделение на приложение KTorrent, отвечающее за GUI и взаимодействие с пользователем, и библиотеку libktorrent, ответственную за обработку торрент-данных;
- поддержка технологии Суперсид;
- поддержка µTP[англ.];
- поддержка Magnet-ссылок;
- расширение поддержки UDP-трекеров;
- улучшение менеджера очередей;
- возможность отключения аутентификации через Web-интерфейс;
- поддержка предпросмотра скачиваемого видео с возможностью задания размера предварительно закачиваемых частей видео в начале и конце;
- наличие встроенного проигрывателя;
- возможность поиска по выбранному Torrent трекеру в окне программы.